# Hokejová hůl

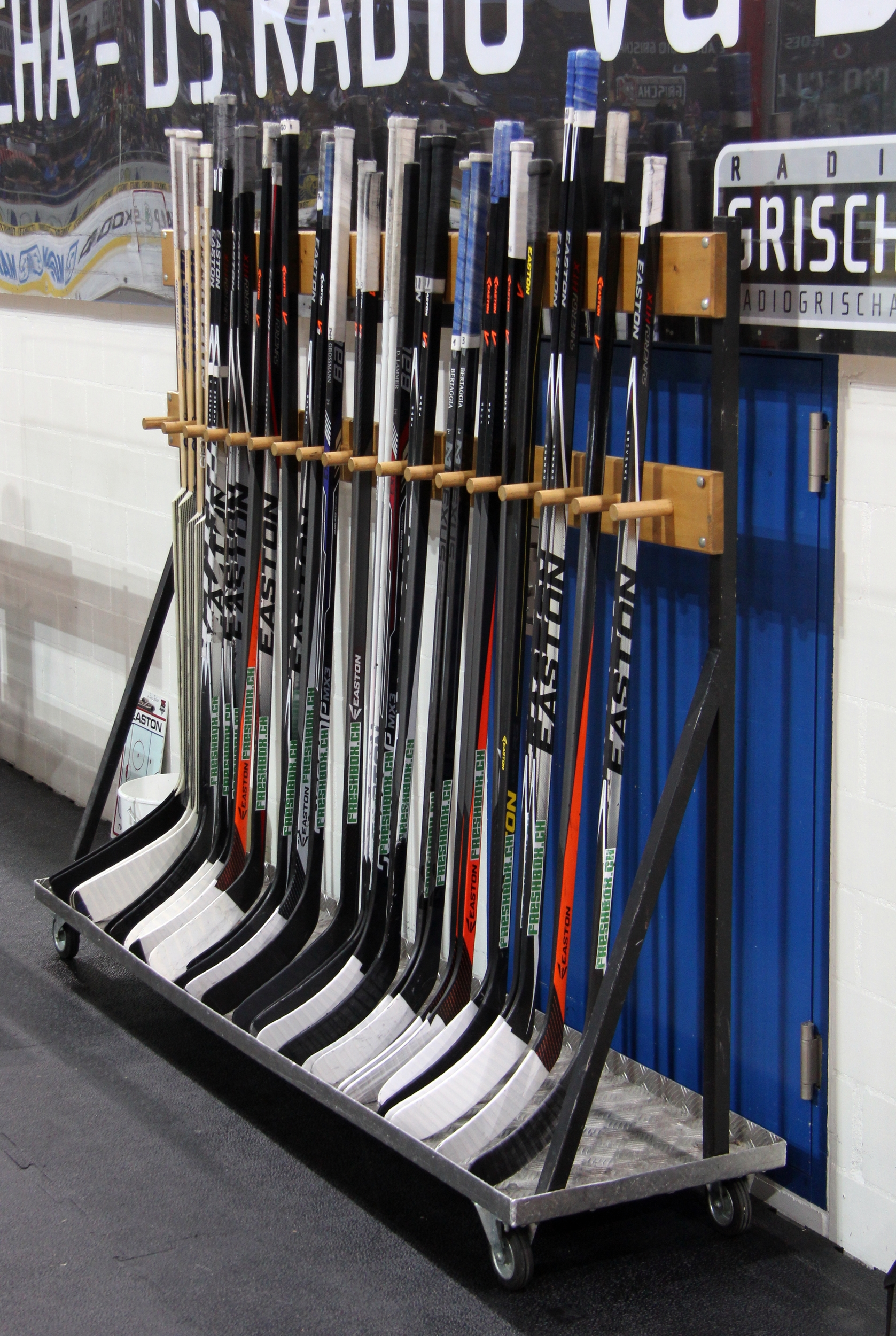
Hokejky pro lední hokej

Hokejová hůl neboli hokejka je část základní výstroje hokejových sportů, kterou hráči drží v rukách a snaží se s ní dostat puk či míč do brány. Hokejky jsou jak pro leváky, tak pro praváky a dělí se na dětské, juniorské a seniorské.
Hole pro lední hokej jsou dnes vyráběny výhradně z kompozitu, ale dříve bylo také velmi rozšířeno dřevo. Na dnešních hokejkách se zkoumá hlavně záhyb (P28, P92) a tvrdost (tzv. flex 50-80). Do hokejových holí proniklo několik značek (Bauer, CCM, Warrior, Fischer, Reebok, Winnwell), z nichž převládají Bauer (Vapor FlyLite) a CCM (Jetspeed FT Ghost), u brankářských hokejek i Winnwell (GXW3 SR).

## Historie
Nejstarší hokejová hůl byla vyrobena mezi lety 1835 až 1838 z javorového dřeva.

### Dřevěné hokejky
Hokejové hole ze dřeva bývají nejčastěji vyráběny v severských zemích (Finsko a Švédsko) a to z osiky a břízy. Hokejky ze dřeva jsou oproti kompozitním výrazně levnější a proto jsou vhodné pro začátečníky, nebo pro lidi, kteří nechtějí do hokeje investovat mnoho peněz.

### Hokejky z kompozitu
Jsou vhodné pro aktivní hráče, kteří vyžadují lehkost a pružnost hole. Jsou tvořeny z kompozitu, čím více ho v sobě hokejka má, tím větší je výkonnostní třída hole.